# Kungssnokar
Kungssnokar (Lampropeltis) är ett släkte ormar i familjen snokar. Det kallas även för kedjesnokar. Till släktet hör cirka 9 arter, men systematiken är under diskussion och inte fullt utredd, ibland listas bara 8 arter eller fler med osäkrare status, Internationella naturvårdsunionen listar exempelvis 10 arter. De flesta arterna indelas vidare i flera underarter. Ormarna i släktet förekommer i Amerika, främst i USA och Mexiko.
De ingående arterna i släktet blir från 50 centimeter upp till 2 meter långa och uppvisar stor variation i färger och mönster. De är huvudsakligen marklevande och livnär sig på små däggdjur som gnagare, fåglar, ödlor och grodor och även andra ormar samt ägg om de hittar dem. Ormarna i detta släkte är inte giftiga utan istället så slingrar de sig kring sitt byte och kramar åt så att det kvävs.
I fångenskap är kungssnok (Lampropeltis getula) och mjölksnok (Lampropeltis triangulum) de vanligaste arterna från detta släkte. Hos mjölksnoken finns det färgvarianter som liknar giftiga korallormar. Detta är en form av mimikry, genom att efterlikna en giftig orm så kan chansen att undgå predatorer vara större.

## Arter
The Reptile Database listar följande arter:
- Lampropeltis abnorma
- Lampropeltis alterna
- Lampropeltis annulata
- Lampropeltis californiae
- Lampropeltis calligaster
- Lampropeltis elapsoides
- Lampropeltis extenuata
- Lampropeltis gentilis
- Lampropeltis getula
- Lampropeltis holbrooki
- Lampropeltis knoblochi
- Lampropeltis mexicana
- Lampropeltis micropholis
- Lampropeltis nigra
- Lampropeltis polyzona
- Lampropeltis pyromelana
- Lampropeltis ruthveni
- Lampropeltis splendida
- Lampropeltis triangulum
- Lampropeltis webbi
- Lampropeltis zonata

## Systematik
Kungssnokarnas systematik är under diskussion och kan komma att revideras. 2005 beskrevs Lampropeltis webbi som ny art av Bryson, Dixon och Lazcano.
IUCN listar 10 arter, men för Lampropeltis catalinensis är statusen osäker, den är bara känd från ett enda exemplar som möjligen dock skulle kunna vara ett exemplar av en underart till kungssnok, Lampropeltis getula splendida. I IUCN:s rödlista anges även Lampropeltis herrerae som egen art, efter Grismer (2002), men denna beskrivs annars som en underart till Lampropeltis zonata, med det vetenskapliga namnet Lampropeltis zonata herrerae.

## Bildgalleri

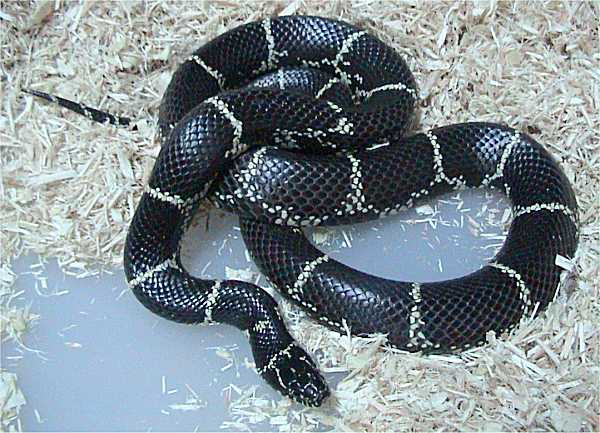
Lampropeltis getula
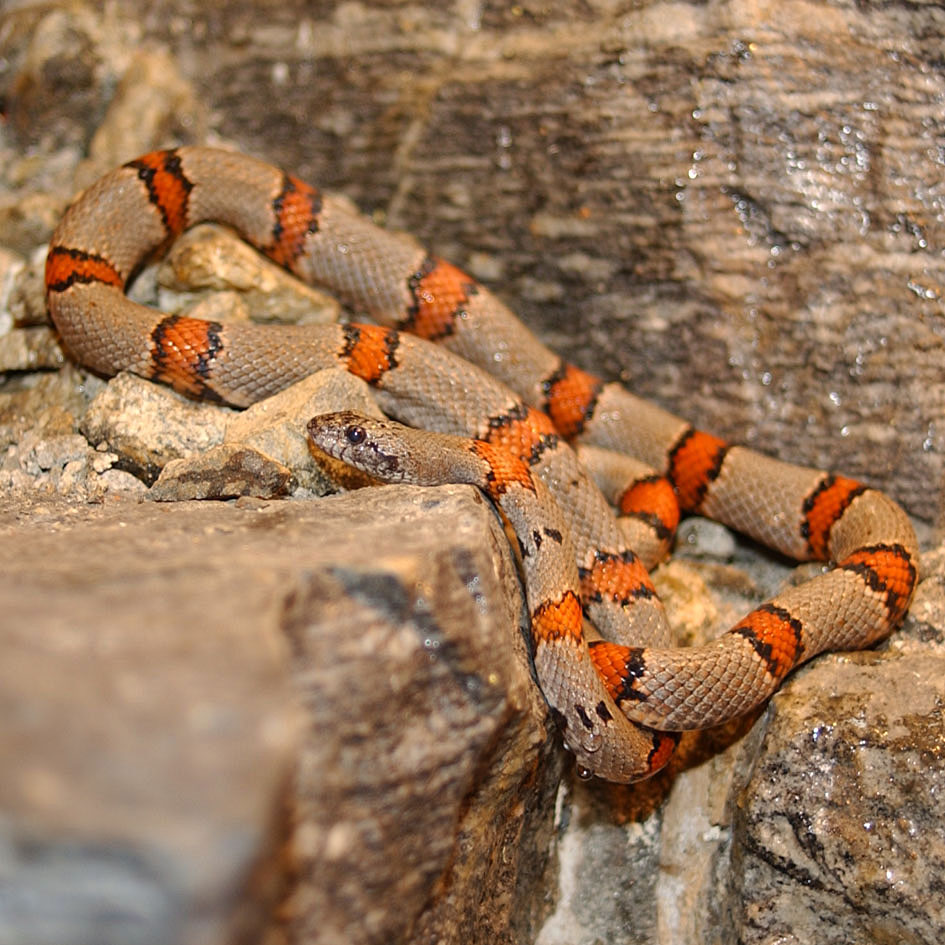
Lampropeltis alterna
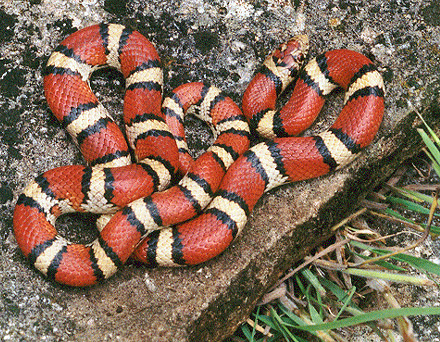
Lampropeltis triangulum